# Mengwi
Mengwi est une kelurahan (commune) de la province de Bali en Indonésie.

## Histoire
Jusqu'à la défaite et la mort de son dernier roi en 1891, Mengwi était un royaume souverain.
Jusque vers 1650, l'ensemble de l'île de Bali était sous la souveraineté du roi de Gelgel (près de l'actuelle Klungkung).
Vers 1700, Mengwi émerge comme une puissance du sud de Bali sous son roi Gusti Agung Anom (mort en 1722). Le royaume devient suzerain de la principauté de Blambangan dans l'est de Java. A Bali même, Mengwi entre en guerre contre la principauté de Sukawati, qu'elle vainc. À la mort d'Anom, qui a pris le titre de Cokorda Gusti Agung, Mengwi domine une grande partie du centre et du sud de l'île, ainsi que Blambangan.
Le fils d'Anom, Gusti Agung Made Alengkajeng (mort vers 1740), s'efforce de préserver la suprématie de Mengwi. Il bat le prince Dewa Anom de Sukawati dans une grande bataille à Buleleng (Singaraja) en 1733, où s'affrontent 12 000 hommes.
Dans les années 1770, Mengwi est de nouveau une des puissances dominantes de Bali. Toutefois, le royaume perd Blambangan, avec la conversion du prince à l'islam et sa reconnaissance de la souveraineté de la VOC (Compagnie néerlandaise des Indes orientales) de Batavia. La perte de Blambangan par les Balinais est un événement qui marquera profondément l'identité balinaise. Les rois de Bali légitiment en effet leur position en se prétendant descendants de princes et chefs militaires du royaume de Majapahit, qui se trouvait dans l'est de Java. En 1729-30, Alengkajeng avait ainsi tenté un pèlerinage sur le site de Majapahit, interrompu par la situation intérieure.
Les Hollandais conquièrent Buleleng en 1846. En 1882, ils créent une residentie (circonscription administrative) comprenant Bali et l'île voisine de Lombok, alors qu'ils ne contrôlent de Bali que le nord.
En 1885, le roi de Gianyar offre son territoire aux Hollandais pour obtenir leur protection d'une agression de Bangli, Klungkung et Mengwi. Les Hollandais refusent d'intervenir.
Mengwi est défait en 1891 et son territoire annexé par Badung (Denpasar).

## Géographie
La superficie de Mengwi est de superficie de 82 km².

## Démographie
Sa population est de 101 126 habitants (2004)

## Administration
Elle est le chef-lieu (ibu kota) du kecamatan (canton) du même nom et du kabupaten (département) de Badung.

## Tourisme
- Temple de Taman Ayun
- Forêt des singes